# Armonk
Armonk és una concentració de població designada pel cens dels Estats Units a l'estat de Nova York. Segons el cens del 2000 tenia 3.461 habitants.

## Demografia
Segons el cens del 2000, Armonk tenia 3.461 habitants, 1.172 habitatges, i 995 famílies. La densitat de població era de 219,8 habitants per km².
Dels 1.172 habitatges en un 44,5% hi vivien nens de menys de 18 anys, en un 74,7% hi vivien parelles casades, en un 7,7% dones solteres, i en un 15,1% no eren unitats familiars. En el 13,1% dels habitatges hi vivien persones soles el 6% de les quals corresponia a persones de 65 anys o més que vivien soles. El nombre mitjà de persones vivint en cada habitatge era de 2,95 i el nombre mitjà de persones que vivien en cada família era de 3,23.
Per edats la població es repartia de la següent manera: un 29,8% tenia menys de 18 anys, un 4,4% entre 18 i 24, un 27,2% entre 25 i 44, un 26,7% de 45 a 60 i un 11,8% 65 anys o més.
L'edat mediana era de 39 anys. Per cada 100 dones de 18 o més anys hi havia 90,2 homes.
La renda mediana per habitatge era de 108.508 $ i la renda mediana per família de 122.066 $. Els homes tenien una renda mediana de 86.779 $ mentre que les dones 50.179 $. La renda per capita de la població era de 64.157 $. Entorn del 0% de les famílies i l'1,3% de la població estaven per davall del llindar de pobresa.